# Scott Moe
Scott Moe, né le 31 juillet 1973 à Prince Albert (Saskatchewan), est un homme politique canadien. Il est le 15e premier ministre de la Saskatchewan depuis le 2 février 2018, fonction à laquelle il accède en sa qualité de chef du Parti saskatchewanais, qu'il occupe depuis le 27 janvier 2018.
Il siège à l'Assemblée législative de la Saskatchewan depuis les élections générales saskatchewanaises de 2011.
Aux élections provinciales de 2024, le Parti saskatchewanais, désormais dirigé par Moe, est réélu pour un cinquième mandat de gouvernement majoritaire.

## Vie politique

### Débuts en politique
Né le 31 juillet 1973 à Prince Albert en Saskatchewan, Scott Moe fait d'abord son entrée à l'Assemblée législative de la Saskatchewan à l'occasion des élections générales saskatchewanaises de 2011,,, et ce, en tant que député de Rosthern-Shellbrook, une circonscription du centre-ouest de la province. Il représente le Parti saskatchewanais.
Il intègre le conseil des ministres le 5 juin 2014 en tant que ministre de l'Environnement et ministre responsable de l'Agence de la sécurité de l'eau, au sein du gouvernement de Brad Wall. Ce dernier le nomme ministre de l'Enseignement supérieur le 21 mai 2015.
Lors des élections générales de 2016, Scott Moe est réélu député de Rosthern-Shellbrook, puis retrouve subséquemment ses fonctions de ministre de l'Environnement. 
Vu une popularité de son parti en baisse, due à un budget caractérisé par l'austérité, le premier ministre Brad Wall annonce en août 2017 son retrait en tant que chef du Parti saskatchewanais. Scott Moe annonce se lancer dans la course à la chefferie du parti. Durant sa campagne, il promet l'atteinte d'un budget équilibré d'ici 2019, le réinvestissement de sommes importantes dans l'éducation et fait la promotion du commerce et des exportations,. Il se positionne également contre l'établissement d'une taxe carbone.  
Le 27 janvier 2018, au terme d'un cinquième tour dans le cadre d'un vote préférentiel, Scott Moe est élu chef du Parti saskatchewanais et conséquemment aspirant premier ministre de la province,.  

### Premier ministre
Le 2 février 2018, Scott Moe prête serment en tant que 15e premier ministre de la Saskatchewan. Les deux premières années de son mandat, il jouit d'une popularité enviable auprès de la population,.  

## Antécédents judiciaires
En 1992, Moe est accusé de conduite en état d'ébriété.
En 1994, il est accusé de conduite en état d'ivresse et délit de fuite. Des années plus tard, Moe s'expliqua sur les faits en disant qu'il n'était pas en état d'ivresse et n'avait pas quitté le lieu de l'accident sans donner ses coordonnées à l'autre conducteur. Il explique son silence sur cet événement au fait que les accusations aient été abandonnées.
En 1997, il est impliqué dans une collision mortelle sur l'autoroute 3 à l'est de Shellbrook. Les fils de la victime défunte, Joanne Bolog, n'obtiendront des excuses que 23 ans plus tard de la part de Scott Moe.   